# Val-d'Izé
Val-d'Izé è un comune francese di 2 517 abitanti situato nel dipartimento dell'Ille-et-Vilaine nella regione della Bretagna.

## Società

### Evoluzione demografica
Abitanti censiti